# Középfalva
Középfalva (románul Chiuza) település Romániában, Erdélyben, Beszterce-Naszód megyében.

## Fekvése
Bethlentől északkeletre, a Nagy-Szamos közelében, Kőfarka, Diófás, Dögmező, Kiskaján, és Szészárma közt fekvő település.

## Története
Középfalva nevét 1242–1252 között említette először oklevél Kuzepfalua néven, mikor IV. Béla király Lőrinc erdélyi vajdának adományozta.
1300 körül Mytteldorf', másképen Kuzepfolu. 1485-ben Keözepfalu, 1576-ban Keözepfalva, 1750-ben Középfalva néven írták. Középfalva (Középfalu), mint azt legrégibb német neve Mitteldorf is mutatja, szász telepítés lehetett, első lakosai idővel elmagyarosodtak. A település első birtokosai az Árpád-kor végén élt hírneves Radnai főúri család tagjai voltak, akik közül 1279-ben Radnai Brendolin fia Hencz ispán budai várnagy volt. Első megnevezett birtokosa pedig talán éppen Hencz fia, Radnai Miklós volt, aki középfalut 1300 körül elhalt bátyja, Benes árváinak örökül átengedte.
1279–1290 között IV. László király Kuzepfalua birtokkal kapcsolatban ad ki oklevelet [Radnai] Brendolius fia Henc comes javára. 1292-ben Mytteldorf a Radnaiak osztozkodásakor Benus (Benes) comes fiainak jutott. 1334 körül [Harinnay] Farkas fia Péter kapta királyi adományba.
1576-ban Báthory István a hűtlenségbe esett Harinnay Farkas János és Miklós e birtokát Báthory Kristófnak adományozta, de a Harinnayak a beiktatás ellen tiltakoztak, és 1590-ben is, amikor Báthory Zsigmond e birtokot Báthory András bíbornoknak adományozta, majd 1595-ben is, amikor a birtokot Báthory István Cserényi Gábornak és rokonainak adományozta. Birtokosai a későbbiekben is nagyrészt a Cserényiek voltak. 1602–1603-ban lakóit Giorgio Basta német és vallon zsoldosai gyilkolták le. A magyarság helyére románok költöztek. 1910-ben 1043 lakosából 939 román, 60 német, 35 magyar volt. Ebből 952 görögkatolikus, 60 izraelita, 21 református volt. Határán római sóbányászat nyomaira akadtak.
A trianoni békeszerződés előtt Szolnok-Doboka vármegye Bethleni járásához tartozott.

## Nevezetességek
- Görögkatolikus temploma – kőből épült, Szent-Piroska tiszteletére 1877-ben szentelték fel. Egyik harangja 1794-ből való: "In te Domini speravi" felirattal. Anyakönyvet 1827-től vezetnek.
- Itt hunyt el 1894 november 30-án Veress Ferenc történetíró, mérnök az emigráns Veress Sándor öccse, 1848–49-iki honv. tüzér-őrmester, ki Sarkadon, Biharmegyében 1830 december 3-án született, apja ottani ev. református lelkész volt. Bátyja hívására Romániában telepedett le, hol gazdatisztje lett Obrenovics Mihály szerb fejedelemnek, majd a Stirbiei hercegnek s 30 évi kinnléte után tért vissza, megvásárolva Bethlen Aurél gróf neje után bírt itteni birtokát, híres gazda volt. Feriz álnév alatt sok érdekes tréfás szabadságharci visszaemlékezést közölt a Vasárnapi Ujságban. Életrajza a kolozsvári 1848–49-iki Történelmi Lapok 1892. évf. 24. számában jelent meg.